# Anuropus kussakini
Anuropus kussakini là một loài chân đều trong họ Anuropidae. Loài này được Vasina miêu tả khoa học năm 1998.